# Sollerö kyrka
Sollerö kyrka är en kyrkobyggnad  på Sollerön i Siljan. Den tillhör Mora församling i Västerås stift.

## Kyrkobyggnaden
Första kyrkan på Sollerön var ett träkapell uppfört under 1500-talets första fjärdedel. Kapellet bestod av ett rektangulärt långhus med rakt avslutat kor i öster, en sakristia i norr och ett vapenhus i söder.
1731 förlängdes långhuset åt väster.
Solleröborna hade länge kämpat för att få en egen präst till Sollerön, redan 1637 framförde två solleröbor sina önskemål för biskopen Johannes Rudbeckius, något som dock kom att avslås då prosten i Mora inte önskade se sina inkomster minska. Sedan Solleröborna under en av de stora böndagarna 1773 dömts till böter då de på grund av oväder inte kunnat sätta sina kyrkbåtar i sjön och besöka kyrkan i Mora, beslutade man sig att gå till kungen om saken. Jugen Jon Andersson lyckades slutligen 1775 utverka tillstånd att bilda egen socken.
Arbetet med att planera en ny kyrka i stället för det gamla kapellet påbörjades omedelbart, men gick långsamt. 1777 invigdes kyrkogården.
Nuvarande stenkyrka uppfördes 1779-1785 efter ritningar av Olof Tempelman.
Den sista gudstjänsten i det gamla kapellet hölls 1781. 1786 sattes kyrktuppen på plats. Altaruppsats och predikstol färdigställdes av Krång Lars Ersson i Bodarna 1795. Tornuret på kyrkan tillverkades i Östnor 1818.
Kyrkan renoverades 1910 efter ritningar av Ragnar Östberg.
Kyrkan är byggd av sandsten och röd granit med tegel i omfattningarna. Den består av ett långhus med rakt avslutat kor i öster och sakristia öster om koret. I väster finns kyrktornet som har höfter. Mitt på långhuset sträcker sig korsarmar ut åt norr och söder.
Kyrkorummets tak har valv av tegel. I korsmitten finns ett kryssvalv och åt öster och väster finns tunnvalv.

## Inventarier
- Predikstol och altare är byggda 1795 av Krång Lars Ersson på Sollerön.
- Ett litet snidat krucifix hänger över altaret. Krucifixet, som fanns i det tidigare kapellet, är troligen tillverkat på 1500-talet och målat vid mitten av 1600-talet.
- Dopfunten är tillverkad 1930 av röd Sollerögranit efter ritningar av arkitekt Magnus Dahlander.
- I tornet hänger en kyrkklocka från 1530.

### Orgel
- En orgel köptes in till kyrkan 1888 av kyrkoherden Lars Dahlin i Gagnefs församling och hade tidigare tillhört prosten Brolén. Den var byggd på 1860-talet av Gustaf Wilhelm Becker. Orgeln sattes upp i kyrkan av Per Skoglund, Leksand och användes åren 1891–1910. Till uppsättandet av orgeln bidrog bland annat skogsförvaltaren Schollin. Orgeln såldes senare till en privatperson på Sollerön.[2] Orgeln hade 4 stämmor.[3]

- 1910 byggde E A Setterquist & Son, Örebro en orgel med 15 stämmor under ledning av Gustaf Setterquist.[2]

Disposition:
| Manual I          | Manual II          | Pedal                                      | Koppel         | Övrigt      |
| Borduna 16'       | Violinprincipal 8' | Subbas 16'                                 | Vanliga koppel | Svällare    |
| Principal 8'      | Salicional 8'      | Violoncell 8' (transmiterad från Gamba 8') |                | Kollektiver |
| Gamba 8'          | Rörflöjt 8'        | Basun 16'                                  |                |             |
| Flöjt harmonik 8' | Flöjt 4'           |                                            |                |             |
| Octava 4'         | Corno 8'           |                                            |                |             |
| Octava 2'         |                    |                                            |                |             |
| Trumpet 8'        |                    |                                            |                |             |

- Den nuvarande mekaniska orgeln med fasad är byggd 1958 av Olof Hammarberg, Göteborg. Orgeln har 24 stämmor.[3]

Nuvarande disposition:
| Ryggpositiv I | Huvudverk II  | Pedal        | Koppel | Övrigt |
| Trägedackt 8' | Principal 8'  | Subbas 16'   | I/P    |        |
| Principal 4'  | Rörflöjt 8'   | Principal 8' | II/P   |        |
| Täckflöjt 4'  | Oktava 4'     | Borduna 8'   | I/II   |        |
| Gemshorn 2'   | Flöjt 4'      | Oktava 4'    |        |        |
| Kvintadena 2' | Kvinta 2 2/3' | Nachthorn 2' |        |        |
| Nasat 1 1/3'  | Oktava 2'     | Fagott 16'   |        |        |
| Ters 4/5'     | Mixtur 4 chor | Skalmeja 4'  |        |        |
| Scharf 2 chor | Trumpet 8'    |              |        |        |
| Regal 8'      |               |              |        |        |
| Tremulant     |               |              |        |        |